# Norman Haire
Norman Haire (Norman Zions, dit), né le 21 janvier 1892 à Sydney et mort le 11 septembre 1952 à Londres, est un médecin et sexologue australien.

## Biographie
Diplômé de médecine à l'université de Sydney en 1915, Norman Haire quitte l'Australie en 1920 pour Berlin où il rencontre Magnus Hirschfeld, lequel lui ouvre les portes de son Institut. Germanophone, il traduit nombres des publications de l'Institut pour le public anglais et correspond avec Havelock Ellis. À Londres, il s'occupe du service des filles mères au Walworth Women's Welfare Centre, puis en 1925, ouvre une clinique privée sur Harley Street où il met en place différentes techniques de contraception (stérilet, vasectomie, etc.) réputées mais fort onéreuses. En 1927, il publie son ouvrage le plus célèbre, Hymen. En 1933, il écrit la préface de la biographie de l'artiste Lili Elbe puis dirige l'édition de The Encyclopaedia of Sexual Knowledge écrite principalement par Arthur Koestler et préface également deux ouvrages fondamentaux de René Guyon : Sex Life and Sex Ethics (1933) et Sexual Freedom (1939).
Il fut le secrétaire du World League for Sexual Reform dont il organisa à Londres le 3e congrès en 1929. Durant la Seconde Guerre mondiale, il rentre en Australie où il promeut certaines pratiques contraceptives très controversées parce qu'eugénistes, du fait qu'il se présentait comme l'avocat d'une limitation drastique de la croissance démographique. Il revint à Londres en 1946 où il mourut des suites d'une attaque cardiaque.

## Principaux écrits
La plupart des écrits de Norman Haire sont inédits en français.
- (avec Eden Paul) Rejuvenation: Steinach’s researches on the sex-glands[3], Londres, Athenaeum Press, 1923
- Hymen, or the future of marriage, Londres, Paul Trench & Trubner, 1927.
- (s/d d'Alfrède Costler, pseud., & A. Willy, pseud.) Encyclopaedia of sexual knowledge, Londres, F. Aldor, 1934 – trad. en français : Encyclopédie des connaissances sexuelles, Office de centralisation d'ouvrages & Corrêa, 1949.
- Les grands mystères de la sexualité : traité encyclopédique de la vie sexuelle, Mazarine, 1962.